# Adolf Johann von Brüning
Adolf Johann von Brüning (* 13. April 1866 in Höchst am Main; † 1941) war ein deutscher Diplomat.

## Leben
Adolf von Brüning entstammte einer Familie, die im 18. Jahrhundert aus dem Münsterland nach Wuppertal kam und sich von dort aus verbreitete.
Er war ein Sohn des Chemikers und Industriellen Adolf von Brüning und Clara geb. Spindler (1844–1909) und wuchs mit seinen Brüdern Gustav (1864–1913, Chemiker und Abgeordneter), Walter (1869–1947, Landrat), Helmuth (1870–1922, Landrat), Rüdiger (1875–1936, Offizier) und Erich Otto (* 1877, Diplomat) auf.
Nach dem Besuch des Gymnasiums studierte er seit 1885 an den Universitäten Heidelberg, Genf und Berlin Rechtswissenschaften. 1886 wurde er in Heidelberg Mitglied des Corps Guestphalia. 1889 legte er in Berlin das Referendarexamen ab. Nach der Promotion zum Dr. jur. in Heidelberg wurde er 1890 Leutnant im Husaren-Regiment Nr. 13, von wo er 1892 zum Auswärtigen Amt kommandiert wurde. Bis 1894 war er Attaché in Sankt Petersburg und im Auswärtigen Amt. 1895 legte er das Diplomatenexamen ab und wurde Legationssekretär in Paris. 1896 erfolgte seine Ernennung zum Botschaftssekretär in Washington und 1898 zum Botschaftssekretär in Konstantinopel. 1901 wurde er Legationsrat in Tanger. 1904 wurde er nach Bern und anschließend nach Bukarest versetzt. 1906 schied er aus dem diplomatischen Dienst aus. Im Ersten Weltkrieg war er wieder im diplomatischen Dienst tätig. 1918 wurde er zum außerordentlichen Gesandten und Bevollmächtigten ernannt.
Adolf von Brüning gehörte dem Aufsichtsrat der I.G. Farben an, in die die von seinem Vater gegründeten Farbwerke, vormals Meister, Lucius & Brüning in Höchst am Rhein 1925 aufgegangen waren.

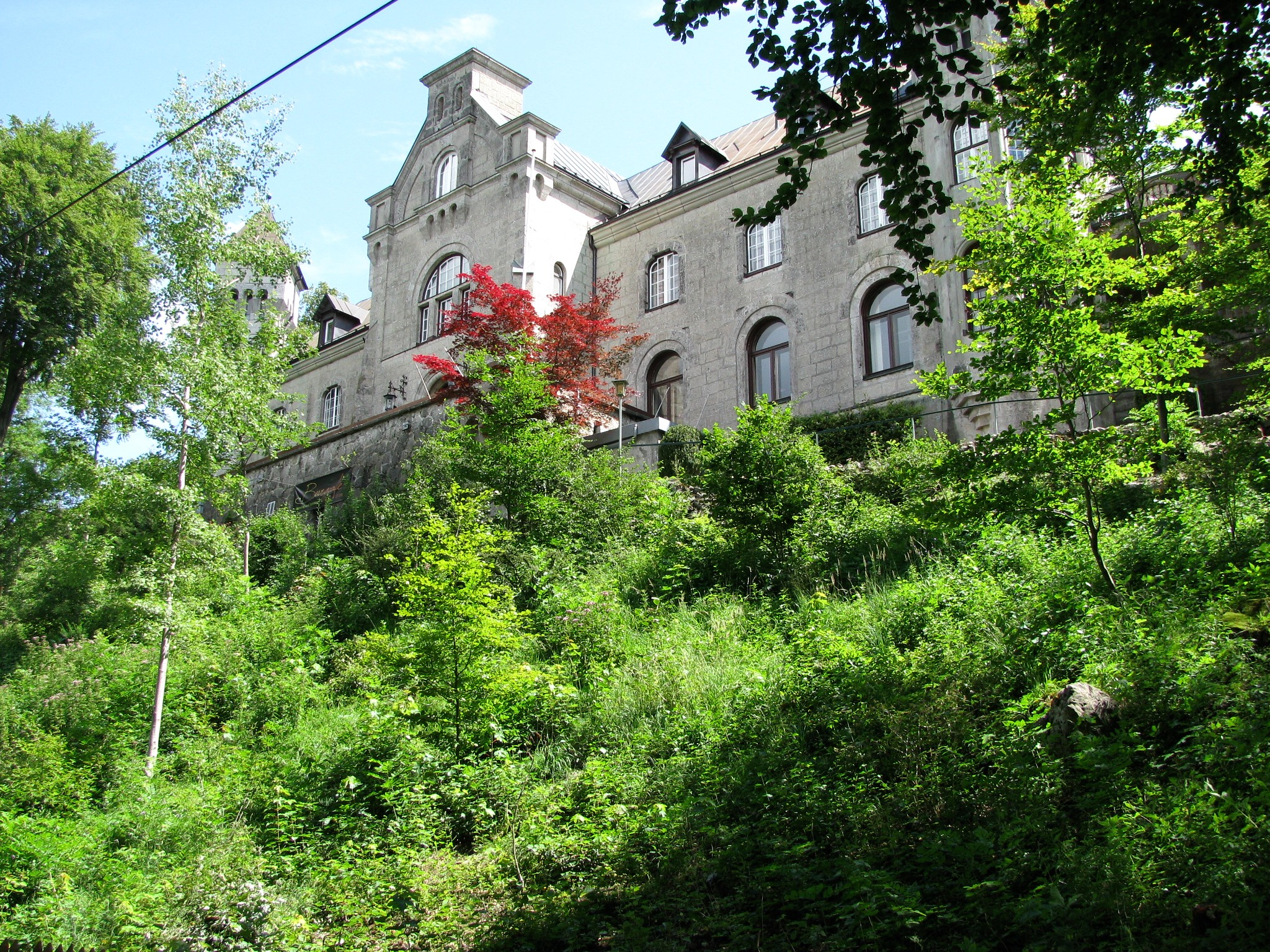
Schloss Seeburg am Starnberger See, letzter Wohnort.

Er heiratete zuerst am 18. April 1899 Washington, D.C. die US-Amerikanerin Marion Mckay Treat (* 4. Januar 1866), geschieden 1927. Diese Ehe war kinderlos. In zweiter Ehe heiratete er 1935 in London Eva Maria Rochlitzer (* 19. Februar 1895), die aus dem Sudetenland stammte. Auch diese Verbindung blieb ohne Nachfahren. Zuletzt lebten sie auf Schloss Seeburg am Starnberger See.

## Auszeichnungen
- Eisernes Kreuz am weiß-schwarzen Band
- Oldenburgisches Kriegsverdienstkreuz
- Rote Kreuz-Medaille
- Roter Adlerorden
- Landwehr-Dienstauszeichnung I. und II. Klasse

Des Weiteren war er Inhaber hoher holländischer, rumänischer. russischer, schwedischer und türkischer Orden.